# ریو (لوئیزیانا)

Allen Parish Louisiana Incorporated and Unincorporated areas Reeves Highlightedپرونده:Allen Parish Louisiana Incorporated and Unincorporated areas Reeves Highlight

ریو (به انگلیسی: Reeves) شهری در ایالت لوئیزیانا کشور ایالات متحده آمریکا است که جمعیت آن در سرشماری سال ۲۰۱۰ میلادی، ۲۳۲ نفر بوده‌است.